# Iso-Mäkäri
Iso-Mäkäri är en sjö i Finland. Den ligger i kommunen Sysmä i landskapet Päijänne-Tavastland, i den södra delen av landet, 150 km norr om huvudstaden Helsingfors. Iso-Mäkäri ligger 107,9 meter över havet. Arean är 1,45 kvadratkilometer och strandlinjen är 11,46 kilometer lång. Sjön  ingår i Kymmene älvs huvudavrinningsområde.   I omgivningarna runt Iso-Mäkäri växer i huvudsak blandskog.